# Autoplusia masoni
Autoplusia masoni là một loài bướm đêm trong họ Noctuidae.